# Bizani
Bizani (in greco Μπιζάνι?) è un ex comune della Grecia nella periferia dell'Epiro (unità periferica di Giannina) con 4 241 abitanti secondo i dati del censimento 2001.
È stato soppresso a seguito della riforma amministrativa, detta Programma Callicrate, in vigore dal gennaio 2011 ed è ora compreso nel comune di Giannina.

## Località
Bizani è suddiviso nelle seguenti comunità (i nomi dei villaggi tra parentesi):
- Ampeleia (Ampeleia, Filothei)
- Bizani (Neo Bizani, Koloniati)
- Asvestochori
- Kontsika (Kontsika, Synoikismos Kontsikas)
- Kosmira
- Manoliasa
- Pedini (Pedini, Fteri, Chioniasa)

## Popolazione
| Anno | Popolazione |
| ---- | ----------- |
| 1991 | 3,052       |
| 2001 | 4,241       |

## Posizione
Bizani è collegata con la strada nazionale GR-17 (Giannina-Dodoni) e si trova a circa 10 km a sudovest di Giannina, a nord-nordovest di Arta, a nord di Preveza e ad est di Igoumenitsa.

## Geografia fisica
La maggior parte della zona è composta da montagne ricoperte di foreste, mentre prati e terre coltivate sono nelle valli orientali.

## Storia
Nel febbraio 1913, durante le guerre balcaniche a Bizani fu combattuta una battaglia che portò alla conquista dell'ultima roccaforte ottomana nella zona di Giannina dopo 5 secoli di dominazione turca.